# Dicranum hispidulum
Dicranum hispidulum là một loài rêu trong họ Dicranaceae. Loài này được R.S. Williams mô tả khoa học đầu tiên năm 1902.